# Simulium iwatense
Simulium iwatense är en tvåvingeart som först beskrevs av Tokuichi Shiraki 1935.  Simulium iwatense ingår i släktet Simulium och familjen knott. Inga underarter finns listade i Catalogue of Life.